# هانيبال بلير
هانيبال بلير هو سياسي أمريكي، ولد في 19 سبتمبر 1855 في مقاطعة بولك في الولايات المتحدة، وتوفي في 10 يونيو 1942 في إلما في الولايات المتحدة. انتخب عضو مجلس نواب واشنطن ‏.